# Maidenia
Maidenia é um género botânico pertencente à família hydrocharitaceae.
1. ↑  «Maidenia — World Flora Online». www.worldfloraonline.org. Consultado em 19 de agosto de 2020